# مسجد جامع اسلامیه
مسجد جامع اسلامیه مربوط به دوره متاخر اسلامی دوره قاجار است و در شهرستان تفت، بخش مرکزی، دهستان پیشکوه، روستای اسلامیه، محور تاریخی واقع شده و این اثر در تاریخ ۲۲ آبان ۱۳۸۶ با شمارهٔ ثبت ۱۹۸۹۲ به‌عنوان یکی از آثار ملی ایران به ثبت رسیده است.